# Wilhelm Cuno
Carl Josef Wilhelm Cuno född 2 juli 1876 i Suhl, Thüringen, död 3 januari 1933 var en tysk jurist, industrialist, affärsman och politiker (partilös). Han var Tysklands rikskansler 1922-1923.
Cuno var från 1907 verksam i departementet för skatteärenden och åtnjöt snart stort anseende som expert i dessa frågor. Vid utbrottet av första världskriget blev han efter en tid chef för den central, som planlade spannmålsfördelningen, och kvarstod som sådan till juli 1916, då han inträdde som Adolf Tortilowicz von Batocki-Friebes medhjälpare i det departement, som handhade frågor rörande livsmedelsförsörjningen. 1917 övergick han i privat tjänst och blev Albert Ballins efterträdare som chef för HAPAG-bolaget. Under republikens första år var han upprepade gånger på förslag som rikskansler. Sedan Joseph Wirths regering avgått i november 1922 övertog han också posten som sådan. Hans regering överlevde mindre på partiernas förtroende än på rikspresident Friedrich Eberts stöd. Efter sitt avsked som rikskansler övergick han till sin position som chef för HAPAG-bolaget.
Wilhelm Cunos regering är mest känd för det misslyckade försöket att motsätta sig Frankrikes ockupation av Ruhrområdet i västra Tyskland. Ruhr-området, som hade förklarats demilitariserad zon administrerad av Nationernas Förbund vid första världskrigets slut, ockuperades av Frankrike 1923 eftersom Cunos regering inte kunde betala ut det krigsskadestånd som hade ålagts Tyskland i Versaillesfreden.
Den tyska hyperinflationen nådde sin kulmen under Wilhelm Cuno.
Även om Cuno själv var partilös var han rikskansler i en regering med en klar högerprägel. Cunos kabinett var en koalitionsregering mellan det konservativa högerpartiet DNVP, liberala Tyska Demokratiska Partiet och Centrumpartiet.